# Thomas Goltz
Pour les articles homonymes, voir Goltz.
Thomas Caufield Goltz (né le 11 octobre 1954 au Japon et mort le 28 juillet 2023 à Livingston dans le Montana) est un auteur et journaliste américain surtout connu pour ses récits sur les conflits dans la région du Caucase dans les années 1990.

## Biographie
Thomas Goltz est né au Japon, a grandi dans le Dakota du Nord et est diplômé de l'Université de New York avec une maîtrise en études du Moyen-Orient. Il a travaillé dans et autour de la Turquie et de la région du Caucase de l'ancienne Union soviétique au cours des 15 dernières années. Au cours de cette période, il s'est fait connaître principalement comme correspondant de crise en raison de la couverture de la guerre entre l'Azerbaïdjan et l'Arménie sur le Karabakh, la guerre de sécession en Abkhazie de la Géorgie et le conflit séparatiste en Tchétchénie. Son documentaire pour le programme Rights and Wrongs de Global Vision a été finaliste au prix Rory Peck pour l'excellence en journalisme télévisé en 1996.
Thomas Goltz parle allemand, turc, arabe, azerbaïdjanais et russe, et passe maintenant environ la moitié de l'année sur le terrain et l'autre moitié au Montana, où il a enseigné à temps partiel à l'Université d'État du Montana à Bozeman (Montana).
Son Journal de l'Azerbaïdjan est un compte-rendu de l'Azerbaïdjan pendant les années qui ont suivi sa séparation de l'Union soviétique, jusqu'à la guerre du Karabakh et la montée de Heydar Aliyev au poste de président de l'Azerbaïdjan.
Thomas Goltz meurt le 28 juillet 2023 à Livingston dans le Montana à l'âge de 68 ans,.

## Publications
- Journal de l'Azerbaïdjan (1998)
- Journal de la Tchétchénie (2003)
- Journal de la Géorgie (2006)